# Nysätra landskommun, Uppland
För landskommunen med detta namn i Västerbotten, se Nysätra landskommun, Västerbotten.
Nysätra landskommun var en tidigare kommun i Uppsala län. 

## Administrativ historik
Kommunen inrättades i Nysätra socken i Lagunda härad i Uppland när 1862 års kommunalförordningar trädde i kraft 1863. 
Vid kommunreformen 1952 gick den upp i Lagunda landskommun, som 1971 uppgick i Enköpings kommun. 